# 西義雄
西 義雄（にし よしお、1897年 - 1993年3月29日）は、臨済宗僧侶・仏教学者。

## 経歴
1897年、兵庫県生まれ。臨済宗妙心寺派の僧籍に入り、東京帝国大学文学部印度哲学科で学ぶ。1954年「原始仏教に於ける般若の研究」を東京大学に提出して文学博士号を取得。東洋大学教授として教鞭をとり、1969年定年、名誉教授。大倉精神文化研究所所長。1986年仏教伝道文化賞功労賞受賞。

## 著書
- 『初期大乗仏教の研究』大東出版社 1945
- 『原始仏教に於ける般若の研究』大倉山文化科学研究所 大倉山紀要 1953
- 『阿毘達磨仏教の研究 その真相と使命』国書刊行会 1975

### 訳・共編著
- 『国訳一切経 和漢撰述部』木村泰賢,坂本幸男共譯　大東出版社 1936-40
- 『大乗菩薩道の研究』編 平楽寺書店 1968
- 『仏教思想と現代』梶芳光運,玉城康四郎,増谷文雄,福井康順,川田熊太郎共著 東洋哲学研究所 1975

## 注
1. ↑  『人物物故大年表』
2. ↑  『阿毘達磨仏教の研究』著者紹介